# Định Sơn
Định Sơn là một xã thuộc huyện Cẩm Giàng, tỉnh Hải Dương, Việt Nam.
Tên của xã được ghép từ tên của 2 xã cũ là Cẩm Định và Cẩm Sơn.

## Địa lý
Xã Định Sơn nằm ở trung tâm huyện Cẩm Giàng, có vị trí địa lý:
- Phía đông giáp xã Cao An và xã Cẩm Vũ
- Phía tây giáp thị trấn Cẩm Giang
- Phía nam giáp thị trấn Lai Cách và xã Tân Trường
- Phía bắc giáp xã Cẩm Hoàng.

Xã Định Sơn có diện tích 8,26 km², dân số năm 2018 là 8.563 người, mật độ dân số đạt 1.037 người/km².

## Lịch sử
Địa bàn xã Định Sơn hiện nay trước đây vốn là hai xã Cẩm Định và Cẩm Sơn.
Ngày 11 tháng 3 năm 1974, xã Cẩm Sơn cũ (nằm ngoài đê sông Thái Bình) được giải thể do dân cư được chuyển vào trong đê, địa bàn xã sáp nhập vào xã Thái Tân (huyện Nam Sách) và hai xã Đức Chính, Cẩm Vân (huyện Cẩm Giàng); thành lập xã Cẩm Sơn mới (nằm trong đê) trên cơ sở một phần diện tích và dân số của các xã Cẩm Hoàng, Cẩm Định, Kim Giang, Tân Trường, Thạch Lỗi.
Trước khi sáp nhập, xã Cẩm Sơn có diện tích 1,66 km², dân số là 2.321 người, mật độ dân số đạt 1.398 người/km². Xã Cẩm Định có diện tích 6,60 km², dân số là 6.242 người, mật độ dân số đạt 946 người/km².
Ngày 16 tháng 10 năm 2019, Ủy ban Thường vụ Quốc hội ban hành Nghị quyết số 788/NQ-UBTVQH14 về việc sắp xếp các đơn vị hành chính cấp huyện, cấp xã thuộc tỉnh Hải Dương (nghị quyết có hiệu lực từ ngày 1 tháng 12 năm 2019). Theo đó, sáp nhập toàn bộ diện tích và dân số của hai xã Cẩm Sơn và Cẩm Định thành xã Định Sơn.